# Sportlehrer
Ein Sportlehrer (veraltet auch Turnlehrer) ist im allgemeinen Verständnis ein Lehrer für Sportunterricht an staatlichen oder privaten Schulen. Sportlehrer werden entweder nur für das Fach Sport oder für ein weiteres Schulfach ausgebildet. Daher gibt es das Ein-Fach-Bachelor- bzw. das Zwei-Fach-Bachelor-Studium. Entsprechend setzt sich die Ausbildung im Masterstudium fort, das in der Regel einen schulischen oder einen außerschulischen Schwerpunkt setzt. Die schlichte Bezeichnung „Sportlehrer“ ist kein geschützter Begriff. So können sich umgangssprachlich auch Lehrende in einer einzelnen Sportart wie Tennislehrer, Skilehrer oder Fußballlehrer unter der Bezeichnung verstehen.
Die Ausbildung erfolgte in Deutschland bis zur Einführung der Bachelor- und Masterabschlüsse entweder über ein Diplomstudium der Sportwissenschaft (Abschluss als Diplom-Sportlehrer) oder als Lehramtsstudium mit Sport und einem oder mehreren weiteren Fächern (Abschluss mit dem ersten Staatsexamen). In einigen Bundesländern war auch ein Berufseinstieg ohne Studium als Fachlehrer möglich. Kultusbehörden, die keine Einstellung von Diplom-Sportlehrern ermöglichen, begründen dies  damit, dass jene nur ein Fach lehren und beim Auftreten einer Krankheit oder Behinderung unter Umständen schneller dienstunfähig sind als Lehrer, die noch ein weiteres Fach unterrichten.
Im wissenschaftlichen Studium an einer Universität oder dieser statusmäßig gleichgestellten Hochschule muss ein breites Spektrum an Bezugswissenschaften abgedeckt werden, damit die verschiedenen Perspektiven des Phänomens Sport und des Sporttreibens (siehe Multiperspektivität der Sportpädagogik) reflektierend durchdrungen und in der beruflichen Lehrtätigkeit umgesetzt werden können.
Neben grundlegenden Kenntnissen in den verschiedenen Disziplinen der Sportwissenschaft, wie etwa der Trainingslehre, der Sportmedizin, der Bewegungslehre, der Sportsoziologie, der Sportpsychologie oder der Sportgeschichte, wird im Studium auch die entsprechende Fachdidaktik einschließlich der Fachmethodik vermittelt. Darüber hinaus müssen Sportarten aus verschiedenen Kategorien praktisch beherrscht werden. Zulassungsvoraussetzung für das Studium ist daher in der Regel ein Sporteignungstest.